# Noční sezóna
Noční sezóna (The Night Season) je divadelní hra britské dramatičky Rebeccy Lenkiewiczové z roku 2004. Hra zobrazuje nesnadné soužití irské rodiny Kennedyových. Do češtiny hru přeložila Jitka Sloupová. 

## Inscenace Národního divadla (2017)
Národní divadlo nastudovalo hru roku 2017 v režii Daniela Špinara v tomto obsazení:
- Lily O’Hanlonová: Jana Preissová
- Patrick Kennedy: Ondřej Pavelka
- Judith Kennedyová: Tereza Vilišová
- Rose Kennedyová: Veronika Lazorčáková
- Maud Kennedyová: Lucie Polišenská
- John Eastman: Igor Orozovič
- Gary Malone: Pavel Batěk
- Esther (pouze hlas): Alena Štréblová

Hra s podtitulem „tragikomedie o lidech, kteří jsou možná ještě živí“ měla premiéru 9. a 10. listopadu 2017.